# Teologia da Livre Graça
A Livre graça é uma visão soteriológica cristã que defende a ideia de que qualquer pessoa pode receber a vida eterna no momento em que acredita que Jesus é o Cristo, o Filho de Deus (João 20:31). Os defensores da Livre Graça acreditam que boas obras não são a condição necessárias para merecer a vida eterna (como com os católicos), manter a vida eterna (como com os arminianos), ou para prová-la (como com os calvinistas ), pelo contrário, as boas obras fazem parte do discipulado e são a base para receber recompensas eternas.
Diz-se que a graça (dom) da vida eterna é gratuita, pois a única condição para recebê-la é a fé inicial. Essa visão distingue entre salvação e discipulado – o chamado para crer em Cristo como Salvador e receber o dom da vida eterna, e o chamado para seguir a Cristo e se tornar um discípulo obediente, respectivamente.

## História

### Reforma e primeiros proponentes protestantes
Os defensores da reforma da posição da Livre Graça incluem Johannes Agricola, Nicolaus von Amsdorf e Andreas Osiander. O colega professor de Martinho Lutero, Nicolaus von Amsdorf (c. 1530), chegou ao extremo ao afirmar que as boas obras eram até mesmo prejudiciais à vida cristã, pois podiam fomentar uma doutrina da justificação pelas obras e não somente pela fé. John Cotton  treinou em Cambridge antes de fugir para a América (1633) durante a perseguição dos puritanos. Ele era o ministro mais educado e articulado da Nova Inglaterra de acordo com seus oponentes, ensinando que a graça de Deus era gratuita sem preparação do pecador. Henry Vane e William Dell compartilharam esses pontos de vista que levaram à Controvérsia Antinomiana.

### Proponentes modernos
A teologia da Livre Graça ressurgiu sob esse nome no final do séc XX como uma resposta crítica a um abuso legalista percebido do Novo Testamento pela salvação do Senhorio, catolicismo e arminianismo. Seus proponentes, acadêmicos e teólogos proeminentes mais modernos incluem:
- Lewis Sperry Chafer
- C. I. Scofield[9]
- J. Vernon McGee
- Charles Ryrie[10]
- Robert Lightner[11]
- Merrill Unger[12][13]
- Miles J. Stanford
- Zane C. Hodges[14][15]
- Robert Wilkin[16]
- Charles Stanley[17]
- Tony Evans[18]
- Chuck Swindoll[19]
- Ernest Pickering
- Robert Thieme
- Bruce Wilkinson
- William Newell[10][20]
- Lance Latham[21]
- David Anderson[2]
- Joe Wall
- Larry Moyer[22]
- Earl Radmacher[23]
- Charles Bing[24]
- Joseph Dillow[3]
- Fred Chay[25]
- J. Paul Tanner[26]

Suas expressões atuais proeminentes são a Grace School of Theology, a Grace Evangelical Society, a Free Grace Alliance, e grupos de igrejas locais.

#### Seminário Teológico de Dallas (DTS)
Muitos proponentes modernos da teologia da Livre Graça estudaram e ensinaram no Seminário Teológico de Dallas, incluindo Charles Caldwell Ryrie, Zane C. Hodges e Dave Anderson, embora o seminário em si não defenda a Livre Graça. Várias igrejas são pastoreadas por graduados da ETED que ensinam a Livre Graça. Vários oponentes da Livre Graça também se formaram na DTS, incluindo Darrel Bock e Daniel Wallace.

#### Escola de Teologia da Graça
Dave Anderson, ex-aluno e professor do Seminário Teológico de Dallas, fundou a Grace School of Theology (originalmente Houston Theological Seminary)  em 2001. A Grace School of Theology ou Escola de Teologia da Graça "está comprometida com o esforço acadêmico cristão na tradição da livre graça". A visão da escola é "Desenvolver líderes espirituais em todas as nações que possam ensinar aos outros sobre o amor de Cristo, um amor que não pode ser conquistado e não pode ser perdido". A escola é credenciada pela TRACS, ATS e ECFA com 14 locais de ensino nos Estados Unidos e internacionalmente. Oito dos 36 membros do corpo docente treinados no Seminário Teológico de Dallas . A Escola de Teologia da Graça promove a posição soteriologica da Livre Graça através de suas aulas (com mais de 600 alunos internacionalmente) e também através da Grace Theology Press, que publicou muitos recursos relacionados à teologia da Livre Graça.

#### Aliança da Livre Graça (FGA)
A Free Grace Alliance (FGA) ou Aliança da Livre Graça em português, foi formada em novembro de 2004 com ênfase em missões internacionais. Embora a nova organização tenha sido oficialmente formada por uma "razão diferente", a Aliança da Livre Graça se separou do GES (Grace Evangelical Society) em 2005, quando a maioria dos líderes proeminentes (incluindo o presidente do conselho) dentro do GES rejeitou a mudança no conteúdo da fé salvadora sendo ensinado por Zane C. Hodges e Grace Evangelical Society mudou sua declaração doutrinária sobre o conteúdo da fé salvadora. Uma declaração da Aliança da Livre Graça de não associação com o Grace Evangelical Society foi feita em 2009. Fred Lybrand, como presidente da Aliança da Livre Graça, rejeitou publicamente a visão da Grace Evangelical Society como falsa doutrina em 2009 e pediu seu arrependimento. A FGA realiza conferências anuais e várias igrejas locais e ministérios cristãos estão associados à FGA como membros ou afiliados.

#### Sociedade Evangélica da Graça (GES)
Fundada em 1986 por Robert Wilkin, a Grace Evangelical Society (GES) ou Sociedade Evangélica da Graça em portugues, se concentra em publicações, podcasts e conferências. O GES foi o principal mentor do movimento da Livre Graça até 2005, quando alterou oficialmente sua declaração de crenças para dizer que vida eterna e segurança eterna são sinônimos e que a crença na segurança eterna fornecida por Jesus é o único requisito para a salvação.
Zane C. Hodges, um proeminente teólogo da Livre Graça, foi um teólogo central do grupo GES até sua morte em 2008. Em seus últimos anos, Zane Hodges argumentou controversamente que a inclusão da promessa de salvação eterna de Jesus era uma necessidade para a evangelização adequada. Ele via a única condição da salvação eterna como crer na promessa de vida eterna de Jesus, e o GES começou a promover essa visão cada vez mais. Nesta visão, uma pessoa poderia crer que Jesus é Deus e Salvador, que morreu e ressuscitou, sem crer nele para a salvação eterna (fé na segurança eterna), e, portanto, ainda poderia ser condenado. Uma pessoa também pode se tornar um cristão crendo em alguém chamado Jesus para segurança eterna, enquanto rejeita que ele é Deus e Salvador do pecado por sua morte e ressurreição.
A mudança na declaração doutrinária oficial do GES fez com que muitos membros (incluindo o presidente do conselho) e a maioria dos membros acadêmicos deixassem o GES nos anos de 2005 e 2006. Quase todos os teólogos acadêmicos da Livre Graça rejeitaram a nova declaração, argumentando que vida eterna e segurança eterna não são a mesma coisa. Eles também objetaram que essa visão, por consequência, condenaria todos os cristãos da época de 100 dC até os anos 1500, já que não há evidência de que alguém acreditasse na segurança eterna. John Niemelä do GES respondeu que a promessa de vida eterna estava presente durante aquele tempo através da leitura regular do Evangelho de João nos lecionários. No entanto, Wilson respondeu que a afirmação de Niemelä foi baseada em uma falácia lógica informal e uma heresia. Fora do nucleo do movimento da Livre Graça, outros também chamaram a visão do GES de uma heresia moderna.

## Crenças

### Tabela de crenças principais
As crenças centrais comuns à teologia da Graça Livre historicamente incluem:
| Crença                                   | Explicação |
| ---------------------------------------- | --- |
| Somente a fé                             | Deus declara uma pessoa justa pela fé em Cristo (justiça imputada), independentemente das obras que acompanham a fé antes ou depois. João 3:14–17 compara a crença em Jesus aos israelitas olhando para a serpente de bronze no deserto para a cura de um veneno mortal (Números 21). |
| Livre arbítrio                           | A fé justificadora não é um dom irresistível de Deus, mas uma resposta humana ao amor de Deus. A humanidade retém um livre arbítrio capaz de acreditar ou descrer quando Deus amorosamente corteja e convida. A fé santificadora também envolve escolha. As pessoas escolhem obedecer ou não, e as consequências resultantes (santificação e recompensa, contaminação e punição) são devidas às suas escolhas. O princípio de que “colhemos o que semeamos” se aplica a toda a humanidade, porque todos os humanos têm o dom dado por Deus de fazer escolhas. |
| Relacionamento é diferente de intimidade | Um relacionamento permanente com Deus como Pai e o crente como filho começa somente pela fé. Quando alguém crê, há um “novo nascimento” e este nascimento espiritual não pode ser desfeito. No entanto, a relação familiar não garante companheirismo; intimidade com Deus requer obediência. |
| A justificação difere da santificação    | A justificação diante de Deus é um dom gratuito e incondicional somente pela fé, mas a santificação requer obediência a Deus. A santificação de todos os cristãos não é garantida. Somente a glorificação final de todos os cristãos a um estado sem pecado é garantida (Romanos 8:30; Filipenses 2:12). |
| Segurança eterna                         | Uma vez que uma pessoa tenha crido em Jesus Cristo como Deus e Salvador, essa pessoa passa a eternidade com Deus, independentemente do comportamento subsequente. A aceitação eterna de Deus é dada incondicionalmente. Pertencer à família de Deus é um dom permanente e irrevogável (Romanos 11:29). |
| Garantia de salvação                     | A confiança de passar a eternidade com Deus é possível para todo cristão, pois Deus justifica somente pela fé e fornece segurança eterna. |
| Recompensas e disciplina                 | Todos os cristãos serão julgados por Cristo com base em suas obras e grau de conformidade com o caráter de Cristo (ou falta dele). Isso é chamado de tribunal de Cristo ou trono de Bema de Cristo, onde os cristãos são recompensados com base na obediência a Deus por meio da fé. Este julgamento não diz respeito ao céu ou ao inferno, mas recompensas (pagamento por serviço) ou punição temporária (1 Coríntios 3:11-15). A aceitação familiar de Deus de seus filhos é dada incondicionalmente. No entanto, os pagamentos de honra eterna, riquezas e posições de autoridade de Deus são dados apenas para crianças que serviram a Deus obedientemente. Bons pais disciplinam seus filhos e não aprovam comportamentos prejudiciais. Nem Deus aprovará o comportamento pecaminoso que leva a consequências destrutivas (Hebreus 12:5-11). |

### Soteriologia
A teologia da Livre Graça se distingue por sua soteriologia ou doutrina da salvação. Seus defensores acreditam que Deus justifica o pecador com a única condição de fé em Cristo, não de uma vida justa. No entanto, os escritores da Livre Graça geralmente concordam que boas obras não desempenham um papel em merecer, manter ou provar a vida eterna. Em outras palavras, Jesus graciosamente fornece a salvação eterna como um dom gratuito para aqueles que creem nele.
Embora no discurso popular "salvação" seja comumente usado para se referir à justificação, os defensores da Livre Graça apontam que os crentes podem experimentar a "salvação" de várias maneiras, de várias coisas físicas ou espirituais. Conforme usado na Bíblia, “salvação” significa “libertação” e não é um termo técnico que significa exclusivamente “ir para o céu”. Isso pode ser demonstrado por Atos 27:34, onde a palavra grega soteria (tipicamente traduzida como "salvação") é traduzida como "saúde" ou "força", porque o alimento ajudará na libertação da morte física. Espiritualmente, a salvação pode se referir à libertação da penalidade eterna do pecado (justificação), o poder atual do pecado sobre o cristão (santificação), a remoção de qualquer possibilidade de pecar (glorificação) e a restauração da mordomia sobre o mundo como Deus. destinado à humanidade na criação (restauração para governar).

### Dispensacionalismo
A teologia moderna da Livre Graça é tipicamente, mas não necessariamente, dispensacional em suas suposições em relação à filosofia da história e em termos de suas redes e afiliações.

### Garantia
Um dos aspectos únicos da Teologia da Livre Graça é sua posição sobre segurança . Todos os defensores da graça gratuita concordam que a garantia de passar a eternidade com Deus é baseada na promessa das escrituras através da fé somente em Jesus Cristo, e não nas obras de alguém ou na progressão subsequente na santificação. Essa visão distingue fortemente o dom da vida eterna (acompanhando a justificação pela fé) do discipulado (obediência). A Livre Graça ensina que uma pessoa não precisa prometer um comportamento disciplinado ou boas obras em troca da salvação eterna de Deus; assim, uma pessoa não pode perder sua salvação através do pecado e do fracasso potencial, e essa garantia é baseada na Bíblia, não na introspecção em suas obras. Deus declara as pessoas justas pela perfeição de Cristo. Qualquer pequeno progresso que os humanos façam em direção à perfeição é infinitesimal comparado à perfeição de Cristo. Assim, comparar o progresso de alguém em direção à perfeição com o progresso de outra pessoa é visto como imprudente (2 Coríntios 10:12). A garantia é baseada na perfeição de Cristo dada gratuitamente aos crentes (justiça imputada) e não baseada em passos progressivos de santidade. O Seminário Teológico de Dallas resume o consenso geral da teologia da graça livre no Artigo XI de sua declaração doutrinária, em referência à garantia:
Acreditamos que é o privilégio, não apenas de alguns, mas de todos os que são nascidos de novo pelo Espírito através da fé em Cristo, conforme revelado nas Escrituras, ter a certeza de sua salvação desde o dia em que O aceitarem como seu Salvador e que essa certeza não se baseia em nenhuma descoberta fantasiosa de sua própria dignidade ou aptidão, mas totalmente no testemunho de Deus em Sua Palavra escrita, despertando em Seus filhos amor filial, gratidão e obediência (Lucas 10:20; 22:32; 2 Cor. 5:1, 6-8; 2 Tim. 1:12; Heb. 10:22; 1 João 5:13).
Uma nova visão proposta por Zane C. Hodges e aceita apenas pela Grace Evangelical Society é que a certeza é a essência da fé salvadora: "Uma cuidadosa consideração da oferta de salvação como o próprio Jesus a apresentou, mostrará que a segurança é essa oferta." Essa visão sustenta que a fé é, por definição, uma convicção de que o que Jesus promete é verdade. Se uma pessoa nunca teve certeza de que tinha a vida eterna que nunca poderia ser perdida (ou seja, certeza de que foi justificada de uma vez por todas, certeza de que ressuscitará dos mortos no retorno de Jesus não importa o que aconteça), então é postulado que ela ainda não acreditava em Cristo no sentido bíblico (cf. João 11:25-26 e a pergunta de Jesus: "Você acredita nisso?"). A maioria dos defensores da Graça Livre rejeita esta visão, porque esta visão requer fé na segurança eterna para justificação, não na pessoa e obra de Jesus Cristo.

### Arrependimento
A teologia da Livre Graça aborda a doutrina do arrependimento de uma maneira diferente da maioria das outras tradições cristãs.
Harry A. Ironside ("Except Ye Repent", American Tract Society, 1937) e Lewis Sperry Chafer (Systematic Theology, concluído em 1947), entre outros, voltaram a considerar o significado fundamental da palavra grega metanoia (arrependimento), que significa simplesmente "mudar de opinião." Nas passagens bíblicas sobre a salvação eterna, o objeto do arrependimento era muitas vezes visto simplesmente como Jesus Cristo, tornando o arrependimento equivalente à fé em Cristo. As passagens que identificam um objeto mais específico de arrependimento foram entendidas como focadas na necessidade do homem de mudar sua mente de um sistema de autojustificação por obras para confiar somente em Cristo para a salvação, ou uma mudança de mente do politeísmo para uma crença em Jesus Cristo como o verdadeiro Deus vivo. Outras exposições vieram de vários autores da graça gratuita.
Zane C. Hodges e Robert Wilkin sustentam que o arrependimento é definido como deixar os pecados de alguém, mas o arrependimento não é um requisito para a vida eterna, apenas a fé em Cristo. Robert N. Wilkin realizou um exame detalhado em sua tese de doutorado no Seminário Teológico de Dallas (1985), que simplificou para um público mais popular no Journal of the Grace Evangelical Society do outono de 1988 ao outono de 1990. Hodges assume a posição em Absolutely Free! (Absolutamente Gratuito) e mais detalhadamente em Harmony With God (Harmonia com Deus) que o processo de arrependimento pode ser um passo preparatório para chegar à salvação, e deve ser evidente na vida de um crente, mas um homem perdido pode nascer de novo sem arrependimento por qualquer definição. Hodges também diz que não se apega mais à mudança de opinião sobre o arrependimento.  Em Harmonia com Deus, Hodges diz que há apenas uma resposta para a pergunta “O que devo fazer para ser salvo?” “Arrependimento não faz parte dessa resposta. Nunca foi e nunca será.” 

### Conteúdo da fé salvadora
Entre os adeptos da Livre Graça há um acordo geral sobre a natureza da fé salvadora mas não seu conteúdo. A maioria dos teólogos da Livre Graça sustenta que a crença em Jesus Cristo para a vida eterna deve incluir a crença em certos aspectos de sua pessoa e obra, como um ou mais dos seguintes: sua divindade, humanidade, morte substitutiva pelo pecado e ressurreição. A declaração doutrinária da Grace School of Theology (citada acima) apoia essa visão.
A Free Grace Alliance também afirma em suas afirmações que a obra consumada da morte e ressurreição de Jesus Cristo é essencial para crer para a vida eterna: "A fé é uma resposta pessoal, independente de nossas obras, pela qual somos persuadidos de que a obra consumada de Jesus Cristo, Sua morte e ressurreição, nos libertou da condenação e garantiu nossa vida eterna".
A visão mais recente de Zane Hodges e da Grace Evangelical Society considera ser legalismo teológico exigir (para a vida eterna) a crença na divindade de Cristo, morte pelo pecado e ressurreição corporal, uma vez que isso excederia o requisito da mensagem salvadora mínima para simplesmente "crer em Jesus para a vida eterna." Essa visão busca apoio principalmente nas passagens do Evangelho de João que falam de Jesus garantindo a vida eterna a todos os que creem nele (3:16; 5:24; 6:47; 11:25-27). De acordo com essa visão, o Evangelho de João é considerado o único livro evangelístico da Bíblia escrito para levar as pessoas a crerem em Jesus Cristo para a vida eterna (20:30-31). Embora nenhuma evidência bíblica direta para a exigência da crença na segurança eterna para justificação tenha sido apresentada, os proponentes argumentam que (a) vida eterna e segurança eterna são equivalentes - a menos que você acredite na segurança eterna, você nunca acreditou em Cristo e (b) o termo "Cristo" significa Aquele que garante a salvação eterna ao crente (João 11:25-27). Nesta visão de Hodges e GES, todos os católicos, ortodoxos, arminianos e calvinistas não são cristãos e não são salvos porque não acreditam na segurança eterna.

### Comparação com os cinco pontos da Teologia Reformada
A Teologia da Livre Graça contrasta com os ensinamentos da Teologia Reformada, que muitas vezes são caracterizados pelo acróstico "TULIP".
| Calvinismo | Livre Graça |
| --- | --- |
| Depravação total: Os humanos não são capazes de ter fé em Deus porque são totalmente depravados (incapacidade total). | Deus deu aos homens a capacidade de escolher, e eles são capazes de escolher crer em Deus e crer em Cristo (sem uma infusão divina de fé). |
| Eleição incondicional: Os homens não são capazes de chegar à fé por conta própria (Deus deve infundir a fé). Deus simplesmente escolhe trazer alguns para Si mesmo independentemente de uma escolha por parte da pessoa eleita. | Deus deseja que todas as pessoas venham a ter fé Nele, e a eleição é de acordo com a presciência da fé de Deus (1 Pe 1:1-2). |
| Expiação limitada: Visto que Deus só elege alguns e não outros, a morte de Cristo na cruz só se aplica aos eleitos. Jesus, portanto, não morreu pelo mundo inteiro. | Jesus morreu por todos, mas só é eficaz para aqueles que crêem em Cristo. |
| Graça irresistível: O homem é totalmente depravado, Deus deve impor Sua graça sobre os eleitos de tal maneira que eles sejam compelidos a crer. | A graça de Deus pode ser e é resistida por humanos, mas também é abraçada por humanos sem coerção divina. |
| Perseverança dos santos: A única maneira de saber se você recebeu graça irresistível resultando em fé salvadora é ver se você cresce continuamente em obediência e boas obras. A obediência e as boas obras são inevitáveis. Uma vez que eles veem a fé como um dom de Deus, então a fé deve ser perfeita e, finalmente, produzir pessoas perfeitas. | O cristão está eternamente seguro pela graça de Deus, quer morra ou não em "estado de graça", perseverando em boas obras. A perseverança na fé é a escolha do crente e o meio pelo qual os crentes podem alcançar a máxima alegria e realização, tanto nesta vida como na eternidade. |

A discordância fundamental entre a Livre Graça e a teologia reformada é sobre a capacidade da humanidade de escolher o bem e acreditar em Deus. Os adeptos da Livre Graça apontam para versículos como Atos 17:27 que indicam que os não crentes podem “tapalhar por Ele e encontrá-lo, embora Ele não esteja longe de cada um de nós”. Além disso, os defensores da Livre Graça apontam que a Bíblia está cheia de advertências para que os leitores humanos façam boas escolhas. Como exemplo, eles apontam para Gálatas 5:13 “Pois vós, irmãos, fostes chamados à liberdade; apenas não usem a liberdade como uma oportunidade para a carne, mas pelo amor sirvam uns aos outros”. “Liberdade” ou liberdade significa a capacidade de fazer escolhas por si mesmo. Este versículo adverte os crentes a fazer boas escolhas e reconhece que eles podem escolher seguir o Espírito ou a carne. O balanço da passagem fala das consequências de dar prioridade à carne (luxúria humana) ou ao Espírito Santo. Os adeptos da teologia da Livre Graça sustentam que todos os crentes têm o poder de vencer o pecado através da habitação do Espírito Santo, mas têm a opção de usar esse poder. As doutrinas “TULIP” foram trazidas ao cristianismo por Agostinho de Hipona a partir de 412 EC durante seu conflito com os Pelagianos. Os teólogos da Livre Graça argumentam que Agostinho errou ao se afastar de suas doutrinas cristãs tradicionais anteriores para formar o calvinismo agostiniano, e isso, por sua vez, influenciou Calvino. A teologia da Livre Graça se opõe a cada uma dessas doutrinas por se oporem aos ensinamentos da Bíblia, bem como aos ensinamentos dos pais da igreja primitiva antes de Agostinho.

### Comparação com as soteriologias Calvinistas e Arminianas
A Teologia da Livre Graça possui diferenças e semelhanças em contraste com outras soteriologias, vejamos abaixo uma tabela comparativa.
| Tema                    | Calvinismo | Arminianismo                                                                                             | Graça Livre |
| ----------------------- | --- | --- | --- |
| Arbítrio humano         | Depravação total, sem o livre-arbítrio                                                                                | A depravação não se opõe ao livre-arbítrio                                                               | Há diferença entre livre vontade e desejos. Ainda que nossos desejos foram corrompidos pelo pecado, há uma vontade moral que é aceita por Deus como um tipo de busca humana (Jr 29:13, Gn 4:7), ainda que esta possa contrapor o desejo. |
| Eleição                 | Eleição incondicional para a salvação e danação (dupla-predestinação)                                                 | Eleição condicional, baseando-se na fé ou incredulidade prevista                                         | Há eleição no cumprimento de um proposito especifico Romanos 9.6-29, porém, a eleição para a salvação é condicional à reação da manifestação da graça. |
| Justificação            | Justificação é limitada aos eleitos para a salvação, completa na morte de Cristo.                                     | Justificação é possível para todos, mas só se aplica sobre quem põe fé em Jesus.                         | A justificação ocorre sempre pela graça mediante a fé, porém, mesmo em Cristo passaremos por um tribunal que poderemos ser aceitos ou rejeitados, não para definir vida ou morte eterna, mas para justificar aqueles que não só abraçaram a fé como também andaram pela fé que opera em amor (Tg 2:22;24; Gl 5:6)                                                        |
| Conversão               | Monergista, sem meios, irresistível                                                                                   | Sinergista, pela Graça preveniente, deve ser recebida, resistível por causa do livre-arbítrio            | A graça é resistível em seu aspecto inicial tornando-se cada vez mais irresistível à medida que aumenta (2 Pedro 3:18) |
| Preservação e apostasia | Perseverança dos santos: os eternamente eleitos em Cristo necessariamente perseverarão na fé e na santidade até o fim | A preservação é condicional a fé contínua a Cristo; há possibilidade de uma total e definitiva apostasia | A salvação se dá em três aspectos: a salvação do espirito humano é único, e sua permanência é monergista; a salvação da alma é sinergista, requer resposta humana, ainda que operada pela graça; a salvação do corpo é o aspecto escatológico da ressurreição dos santos (Ap 20). Portanto, em três tempos: passada (espírito humano), presente (alma) e futura (corpo). |

## Oposição
As preocupações da Livre Graça desencadearam quatro grandes disputas: a " Controvérsia Majorística " (Reforma Protestante do século XVI), a " Controvérsia Antinomiana " (século XVII), a " Controvérsia do Senhorio " (século XX) e o que tem sido chamado de "Evangelho sem Cruz". Controvérsia" (século XXI). Algumas denominações cristãs históricas, como as Igrejas Luteranas e Reformadas, consideram a teologia da livre graça como um evangelho menor. Outras denominações têm historicamente considerado a graça como livre, como os batistas.
A Salvação do Senhorio e a tradição reformada (calvinista) são visões opostas, como sustentadas por John MacArthur, Darrel Bock e Daniel Wallace. A tradição reformada sustenta que as pessoas não podem gerar fé salvadora porque são por natureza caídas e opostas a Deus. Eles acreditam que a graça de Deus capacita um pecador a vencer sua vontade caída e lhe dá fé salvadora em Jesus. Uma forte ênfase é colocada em provar a validade da fé de alguém pela conduta moral externa e interna. O notável teólogo reformado Wayne Grudem escreveu um livro com o propósito específico de refutar a teologia da Livre Graça e defender os princípios centrais da teologia reformada. Pouco depois de seu lançamento, o livro de Grudem foi contestado em A Defense of Free Grace Theology editado por Fred Chay, seu ex-colega no Seminário de Phoenix. A Fundação do Calvinismo Agostiniano também refuta a visão do Senhorio/Calvinista ao apontar os antigos erros maniqueístas, neoplatônicos e estóicos no o Calvinismo Agostiniano.